# Смит, Луис
Луис Антуан Смит (англ. Louis Antoine Smith; 22 апреля 1989, Питерборо, Великобритания) — британский гимнаст, четырёхкратный призёр Олимпийских игр, пятикратный призёр чемпионатов мира, двукратный чемпион Европы, один из сильнейших гимнастов, выступавших на коне. Член ордена Британской империи (MBE, 2013).

## Спортивная биография

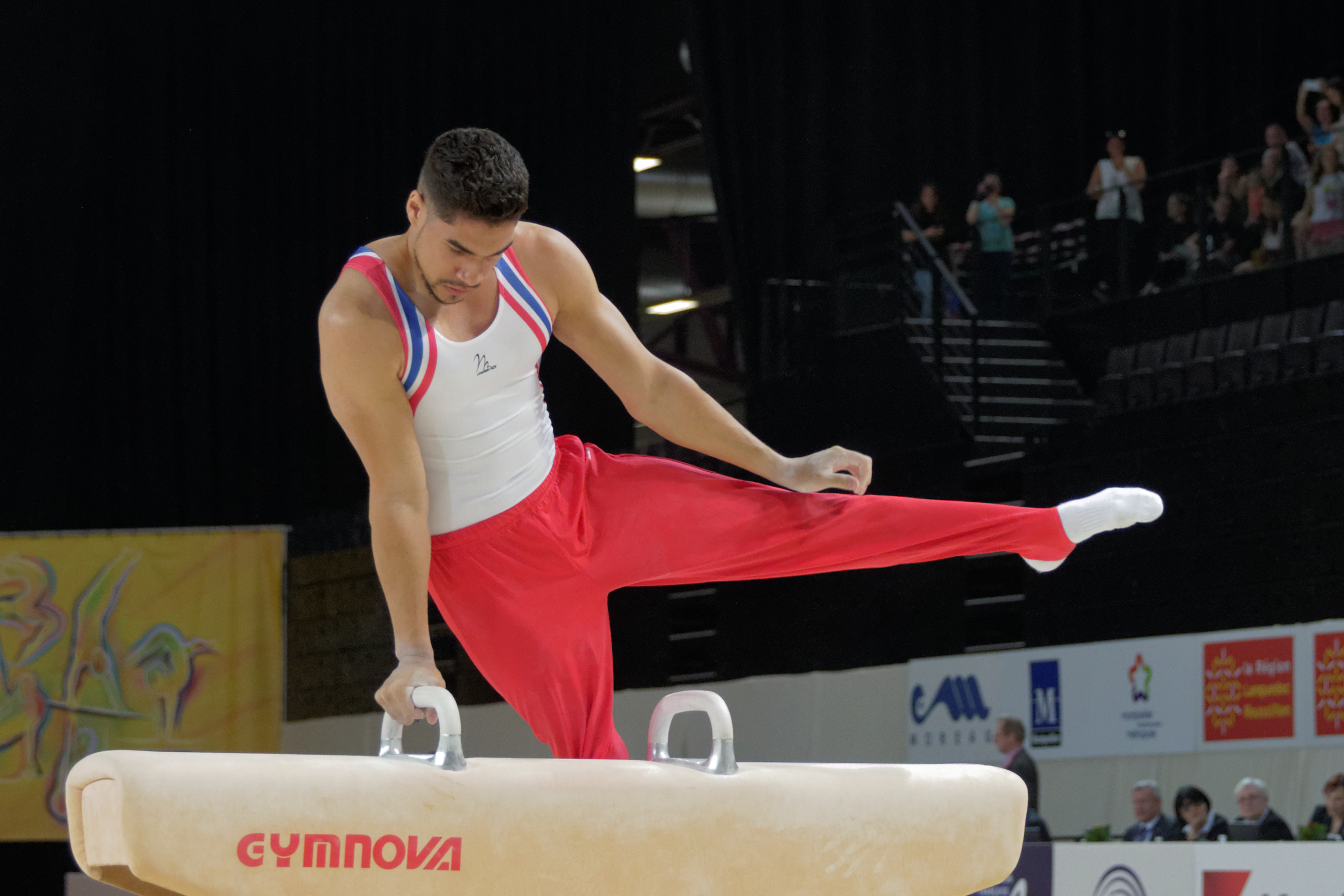
Смит выступает на коне на чемпионате Европы 2015 года

Гимнастикой Луис начал заниматься в 4 года. Главным примером в детстве для него был старший брат, который также занимался спортивной гимнастикой. С самого начала основной специализацией Смита стало выступление на коне. Дважды молодой британец становился чемпионом Европы среди молодёжи на этом снаряде. С 2006 года Луис начал выступать за взрослую сборную Великобритании. В 2007 году Смит завоевал свою первую значимую награду. На чемпионате мира в Штутгарте британец завоевал бронзовую медаль в упражнении на коне.
В 2008 году Смит принял участие в летних Олимпийских играх в Пекине. Из всех снарядов Смит попал в финал лишь в упражнении на коне. Набрав в финале 15,725 балла Луис завоевал бронзовую медаль игр. Начиная с 2009 года, Луис стал выигрывать награды практически на всех стартах в которых принимал участие, но при этом ни разу ему не удавалось занять первое место. Он дважды становился призёром чемпионатов мира в соревнованиях на коне. На чемпионатах Европы он трижды становился серебряным призёром. И только в 2012 году на чемпионате Европы в Монпелье Луис стал обладателем золотой медали в командном многоборье.
В июле 2012 года Смит принял участие в летних Олимпийских играх в Лондоне. В квалификационном раунде Дэниел выступил на перекладине и коне. В финал Луис прошёл только на своём коронном снаряде. В финале командных соревнований Смит выступил только на коне, но при этом показал лучший результат среди всех участников командного многоборья (15,966). В итоге сборная Великобритании стала бронзовыми призёрами Игр. В финале соревнований на коне Смит набрал очень высокую сумму баллов (16,066), но абсолютно такую же сумму набрал и венгр Кристиан Берки. В итоге чемпионом стал венгр, поскольку он получил более высокую оценку за исполнение, а Смит стал обладателем серебряной медали Игр.
На Олимпийских играх 2016 года Смит третий раз подряд выиграл медаль в упражнениях на коне. На этот раз он набрал в финале 15.833 балла и отстал на 0,133 балла от чемпиона британца Макса Уитлока.
Смит является трёхкратным чемпионом Великобритании в упражнении на коне.

## Личная жизнь
В ноябре 2017 года Луи начал встречаться с Чарли Брюс, британской джазовой танцовщицей из Лестершира. 14 февраля 2021 года у пары родилась дочь Марли Валентина Смит.